# Arceremaeus jimenezi
Arceremaeus jimenezi är en kvalsterart som beskrevs av Calugar och Vasiliu 1977. Arceremaeus jimenezi ingår i släktet Arceremaeus och familjen Arceremaeidae. Inga underarter finns listade i Catalogue of Life.